# Kleinerlbach

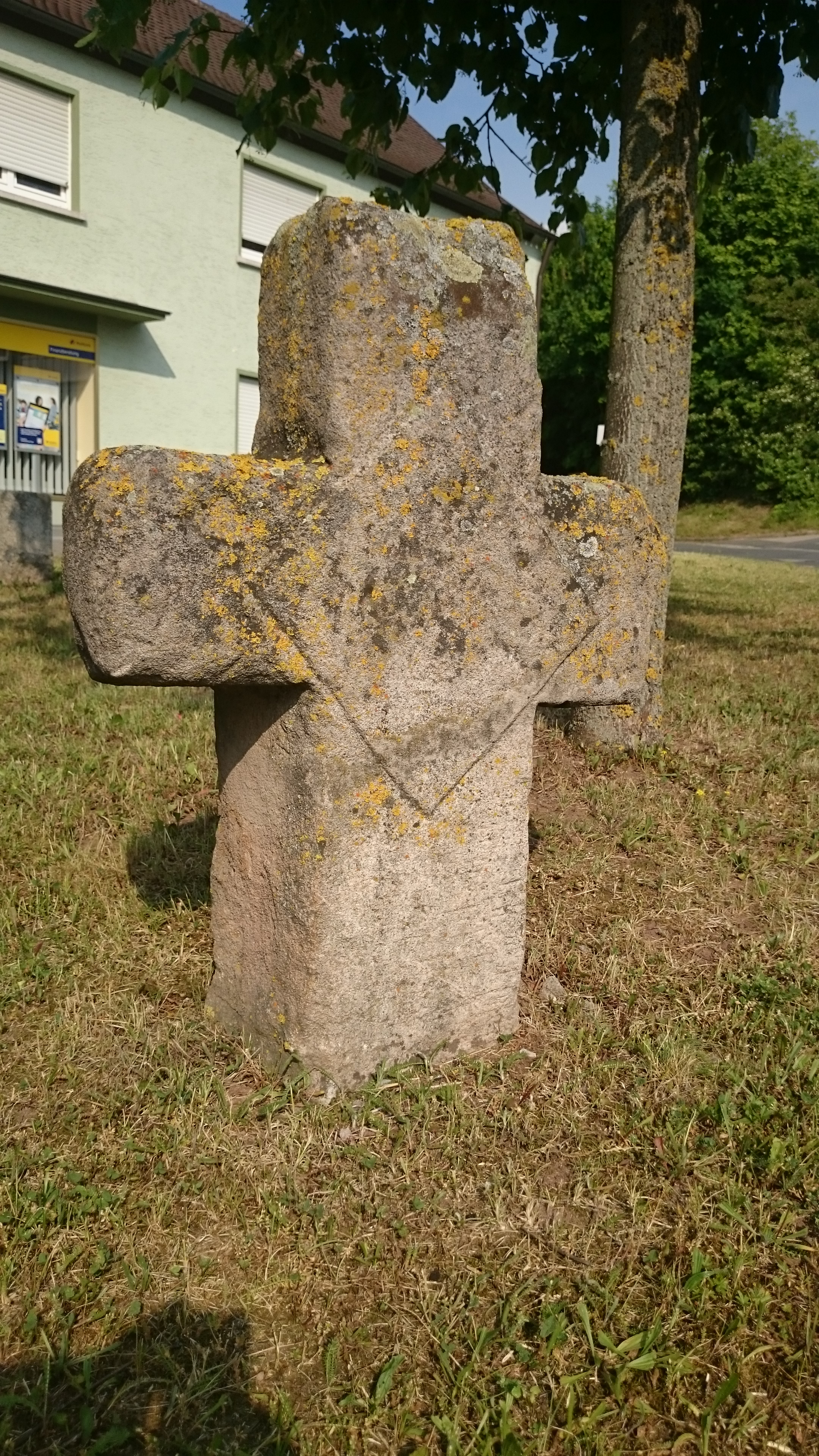
Sühnekreuz

Kleinerlbach ist ein Gemeindeteil der Kreisstadt Neustadt an der Aisch im Landkreis Neustadt an der Aisch-Bad Windsheim (Mittelfranken, Bayern). Kleinerlbach liegt teils in der Gemarkung Neustadt an der Aisch, teils in der Gemarkung Diespeck.

## Geografie
Das Dorf liegt 1,7 km östlich des Zentrums von Neustadt und ist mit der Stadt baulich verbunden. Der Altort ist die heutige Kleinerlbacher Ortsstraße. Durch Kleinerlbach fließt der Erlbach, ein rechter Zufluss der Aisch. 0,5 km nordöstlich des Ortes liegt das Gebiet Hundsleiten.

## Geschichte
Der Ort wurde 1361/64 im burggräflichen Salbuch als „Klein-Erelbach“ erstmals urkundlich erwähnt und 1421 in einem Lehensbuch. 1491 gehörte Kleinerlbach zur Pfarrei Neustadt. Bis 1568 war Kleinerlbach als markgräfliches Lehensgut im Besitz der bis dahin als Adelsgeschlecht bestehenden Herren von Lauffenholz, die unter anderem auch über Besitz im benachbarten Diespeck, in Ehe, Riedfeld und Rößleinsdorf verfügten. Im Jahr 1628 starb Kleinerlbach durch die Pest beinahe aus. Für 1708 ist ein tragisches Hochwasser in Kleinerlbach belegt.
Gegen Ende des 18. Jahrhunderts gab es in Kleinerlbach neun Anwesen. Das Hochgericht übte das brandenburg-bayreuthische Stadtvogteiamt Neustadt an der Aisch aus. Die Dorf- und Gemeindeherrschaft hatte das Kastenamt Neustadt an der Aisch. Grundherren waren das Kastenamt Neustadt (2 Höfe, 1 Halbhof, 3 Sölden) und die Pfarrei Diespeck (1 Sölde).
Von 1797 bis 1810 unterstand der Ort dem Justizamt Dachsbach und Kammeramt Neustadt. Im Rahmen des Gemeindeedikts wurde Kleinerlbach dem 1811 gebildeten Steuerdistrikt Diespeck zugeordnet. Es gehörte auch der 1813 gegründeten Ruralgemeinde Diespeck an. Am 1. Mai 1978 wurden Gebietsteile von Kleinerlbach im Zuge der Gebietsreform in Bayern nach Neustadt an der Aisch umgegliedert.

### Baudenkmäler
- Bildstock, sogenannte Weiße Marter[10]
- Steinkreuz[10][11]

### Einwohnerentwicklung
| Jahr      | 001818 | 001840 | 001861 | 001871 | 001885 | 001900 | 001925 | 001950 | 001961 | 001970 | 001987 | 002019 |
| Einwohner | 84     | 105    | 109    | 92     | 85     | 82     | 92     | 149    | 277    | 372    | 394    | 379    |
| Häuser    | 17     | 18     |        |        | 18     | 18     | 20     | 25     | 50     |        | 117    |        |
| Quelle    | [ 13 ] | [ 14 ] | [ 15 ] | [ 16 ] | [ 17 ] | [ 18 ] | [ 19 ] | [ 20 ] | [ 21 ] | [ 22 ] | [ 23 ] | [ 1 ]  |

## Religion
Der Ort ist seit der Reformation evangelisch-lutherisch geprägt und bis heute nach St. Johannes Baptist (Diespeck) gepfarrt. Die Katholiken sind nach St. Johannis Enthauptung (Neustadt an der Aisch) gepfarrt.